# Mutellina
Mutellina je biljni rod iz porodice štitarki raširen po Europi, od Francuske na zapadu, pa do Ukrajine na istoku, i na jug do Sredozemlja.
Postoje tri priznate vrste od kojih u Hrvatskoj raste smo jedna, to je Planinski koprenjak, nekad uključivan u rod Ligusticum.

## Vrste
1. Mutellina caucasica (Sommier & Levier) T.V.Lavrova
2. Mutellina corsica (J.Gay) Reduron, Charpin & Pimenov
3. Mutellina purpurea (Poir.) Reduron, Charpin & Pimenov

## Sinonimi
- Meon St.-Lag.